# Pareucephalacris
Pareucephalacris is een geslacht van rechtvleugeligen uit de familie veldsprinkhanen (Acrididae). De wetenschappelijke naam van dit geslacht is voor het eerst geldig gepubliceerd in 1976 door Descamps.

## Soorten
Het geslacht Pareucephalacris omvat de volgende soorten:
- Pareucephalacris diasyrtica Descamps, 1980
- Pareucephalacris ludicrus Descamps, 1980
- Pareucephalacris luridicrus Descamps, 1980
- Pareucephalacris uniformis Descamps, 1976